# Farmingdale (Nova Jersey)
Farmingdale és una població dels Estats Units a l'estat de Nova Jersey. Segons el cens del 2007 tenia 1.576 habitants.

## Demografia
Segons el cens del 2000, Farmingdale tenia 1.587 habitants, 625 habitatges, i 406 famílies. La densitat de població era de 1.156,1 habitants/km².
Dels 625 habitatges en un 37,3% hi vivien nens de menys de 18 anys, en un 51,5% hi vivien parelles casades, en un 8,8% dones solteres, i en un 35% no eren unitats familiars. En el 29% dels habitatges hi vivien persones soles el 6,6% de les quals corresponia a persones de 65 anys o més que vivien soles. El nombre mitjà de persones vivint en cada habitatge era de 2,54 i el nombre mitjà de persones que vivien en cada família era de 3,21.
Per edats la població es repartia de la següent manera: un 27% tenia menys de 18 anys, un 7,4% entre 18 i 24, un 35,5% entre 25 i 44, un 21,1% de 45 a 60 i un 9% 65 anys o més.
L'edat mediana era de 35 anys. Per cada 100 dones de 18 o més anys hi havia 107 homes.
La renda mediana per habitatge era de 48.889 $ i la renda mediana per família de 59.625 $. Els homes tenien una renda mediana de 40.000 $ mentre que les dones 27.375 $. La renda per capita de la població era de 21.667 $. Aproximadament el 5,6% de les famílies i el 5,7% de la població estaven per davall del llindar de pobresa.

## Poblacions més properes
El següent diagrama mostra les poblacions més properes.